# 世界机器人博览会
世界机器人博览会（International Robot Exhibition，簡稱iREX）是固定在日本東京舉行的机器人貿易展覽會，第一次是在1973年，之後每二年舉行一次，由日本機器人協會（JARA）和日刊工業新聞規劃，日本及世界各國的公司都會在博览会中展示最新的技術。

## 機器人
以下是一些博览会中展出過的機器人。
- Actroid（英语：Actroid）[2]
- 精工愛普生微型飛行機器人（英语：Seiko Epson Micro flying robot）[3]
- TOPIO（英语：TOPIO）[4]
- JO-ZERO（英语：JO-ZERO）
- 達明機器人TM5[5]

## 外部連結
- 官方网站